# Leibgendarmerie
Die Leibgendarmerie war eine meist berittene Leibgarde, die zum Ordonnanz- und Wachdienst bei einem Monarchen bestimmt war. ‚Gendarmerie‘ (französisch gens d'armes) ist hier wörtlich als ‚die Bewaffneten‘ gemeint.
Sie bestand in den meisten Staaten aus gut ausgebildeten Mannschaften und Offizieren.
Es gab mehrere Einheiten in verschiedenen Ländern, die man ‚Leibgendarmerie‘ genannt hat:
- Leibgendarmerie (Preußen)
- K.u.k. Leibgardereitereskadron
- Arcièren-Leibgarde
- Königlich Ungarische Leibgarde